# Rhipidia atomaria
Rhipidia atomaria är en tvåvingeart som först beskrevs av Friedrich Hermann Loew 1866.  Rhipidia atomaria ingår i släktet Rhipidia och familjen småharkrankar. Inga underarter finns listade i Catalogue of Life.